# Sen majowy
Sen majowy pod gajem zielonym jednego pustelnika – satyra Marcina Bielskiego wydana w 1566/1567 w Krakowie.
Satyra, wraz z dwoma innymi utworami (Sjem niewieści, Rozmowa nowych proroków), została wydana po raz pierwszy w 1566/1567. Wydanie to zachowało się fragmentarycznie. Po raz kolejny satyra ukazała się w 1586 w wersji zmienionej prawdopodobnie przez Joachima Bielskiego, syna Marcina.
Utwór przedstawia przechadzkę Pustelnika po dąbrowie, podczas której rozmyśla on o wydarzeniach na świecie, a następnie zasypia. We śnie doznaje wizji, którą wyjaśnia mu Anteusz, syn Gai. W satyrze zaszyfrowane są wydarzenia z 1566, kiedy to Sulejman oblegał Szigetvár na Węgrzech. Utwór ma postać rozbudowanej alegorii. Pod postacią zwierząt ukryte są autentyczne postaci: wilk to Jan II Zygmunt Zápolya, orzeł – Maksymilian II Habsburg, struś - Pius V. Satyra zalicza się do tzw. turcyków, czyli utworów ostrzegających przez niebezpieczeństwem tureckim.